# Norra Kyrketorps församling
Norra Kyrketorps församling var en församling i Skara stift och i Skövde kommun. Församlingen uppgick 2010 i Skultorps församling.

## Administrativ historik
Församlingen har medeltida ursprung. Före den 1 januari 1886 (ändring enligt beslut den 17 april 1885) var namnet Kyrketorps församling och tidigt Hene församling.
Församlingen var till 1962 annexförsamling i pastorat med Skövde församling som moderförsamling. Från 1962 till 2010 var den moderförsamling i pastoratet Norra Kyrketorp, Sjogerstad, Rådene (Sjogerstad-Rådene från 1992) och Häggum som till 2002 även omfattade Hagelbergs församling. Församlingen införlivade 2002 Hagelbergs församling. Församlingen uppgick 2010 i Skultorps församling.
Den 1 januari 1992 överfördes ett område med 218 personer från Norra Kyrketorps församling till Våmbs församling.

## Kyrkor
- Norra Kyrketorps kyrka
- Hagelbergs kyrka